# Tenalles
|  | No s'ha de confondre amb tenalla. |

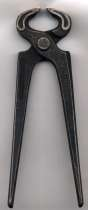
Tenalles

Les tenalles o estenalles són una eina molt antiga que s'utilitza per a extreure  claus o tallar filferro. És una eina indispensable en fusteria. A part del seu ús clàssic per a treure els claus també s'utilitzen per a altres propòsits en el camp de l'artesania del ferro i en fusteria. Es consisteixen en dos braços i uns caps arrodonits i afilats.
Les tenalles s'utilitzen principalment per a retirar els objectes d'un material en el qual s'ha aplicat anteriorment. Les tenalles, de vegades "roents", s'han utilitzat com un instrument de tortura des de l'Antiga Roma o fins i tot abans.Se solen utilitzar també per a sostenir elements molt calents. No s'han de confondre amb les alicates. Les tenalles després del punt d'unió tenen una forma rodona i el punt de tall és a l'ample, mentre que en les alicates és al llarg. Una de les principals funcions de les tenalles o estenalles és d'arrabassar claus d'una fusta.

## Descripció
Les tenalles es formen, com de fòrceps, per dos braços metàl·lics forts pivota en un punt més proper a la boca d'adherència que als mànecs. La diferència característica pel que fa a les pinces està donada per la forma de les mandíbules, que són en forma d'arc de manera que es tanquen a la punta que forma una superfície arrodonida de gran radi. Les puntes de les boques són bisellades, per tal de poder entrar sota el cap dels claus que cal extreure, això s'aconsegueix aprimant-les en el forjat, de manera que puguin lliscar per sota dels caps dels claus més difícils d'extreure.